# Ошки узбекски музикално-драматичен театър
Държавният академичен узбекски музикално-драматичен театър театър „Бабур“ (на руски: Ошский узбекский музыкально-драматический театр имени Бабура) в град Ош, е най-старият професионален театър в Киргизстан и 2-ри по възраст в Централна Азия.

## История
През 1914 г. в Ош е основан театрален кръжок от Рахмонберди Мадазимов (1875 – 1933), заедно с Балтиходжой Султанов, учител в смесено руско-национално училище в града.
През 1918 г. под ръководството пак на Рахмонберди Мадазимов, с участието на други просветени дейци и учители от Ошкия уезд – Иброхим Мусабоев, Бекназар Назаров, Журахон Зайнобиддинов, Назирхон Камолов, Абдурашид Эшонхонов, A. Саидов, за първи път в Киргизия е основан самодеен театрален кръжок от местни мюсюлмански актьори на базата на концертната бригада при Революциония военен съвет на Туркестанския фронт. По такъв начин първият артистичен директор на театралната трупа Рахмонберди Мадазимов става основател и организатор на театралното движение в страната.